# Зелёная щурка
Зелёная щурка, или персидская щурка (лат. Merops persicus), — вид птиц семейства щурковых (Meropidae). Выделяют два подвида: M. p. persicus и M. p. chrysocercus.
Один из двух видов щурок, наряду с золотистой, обитающий в России и странах бывшего СССР.
В настоящее время русское название «зелёная щурка» закреплено именно за этим видом. Одно время зелёной щуркой называли объединённый вид Merops superciliosus, в состав которого включался и современный вид Merops persicus, что было отражено в литературе. Сейчас за африканско-мадагаскарским неперелётным видом Merops superciliosus закреплено русское название оливковая щурка.

## Описание
Вес птицы 38-56 г. Окраска изумрудно-зелёная, подбородок жёлтый, горло рыже-каштановое, лоб бело-голубой, бровь и полоса под глазом ярко-голубые, испод крыльев ярко-рыжий. Окраска самцов и самок схожая. Птица выглядит немного стройнее золотистой щурки, косица хвоста длиннее, испод крыльев ярче, чем у последней. Образ жизни и повадки у обеих видов схожи, отмечены смешанные колонии.
Колонии птица образует обычно в обрывах, но иногда и на совершенно ровных местах. В этом случае они роют норы сначала вниз, затем вбок. Норы обычно короче, чем у золотистой щурки.
Предпочитает аридные местообитания — пустыни, полупустыни, сухие предгорья. Более южный, по сравнению с золотистой щуркой, вид.

## Ареал
Перелётный вид. 
Широко распространённая многочисленная птица. Гнездится в дельте Нила, в странах Ближнего Востока, Арабского полуострова, Закавказья, Средней Азии, в Иране, Афганистане, Казахстане. В России расположена периферия ареала и зелёная щурка относительно редка — встречается на Северном Кавказе и в низовьях Волги.
Зимует в тропической Африке.

## Галерея

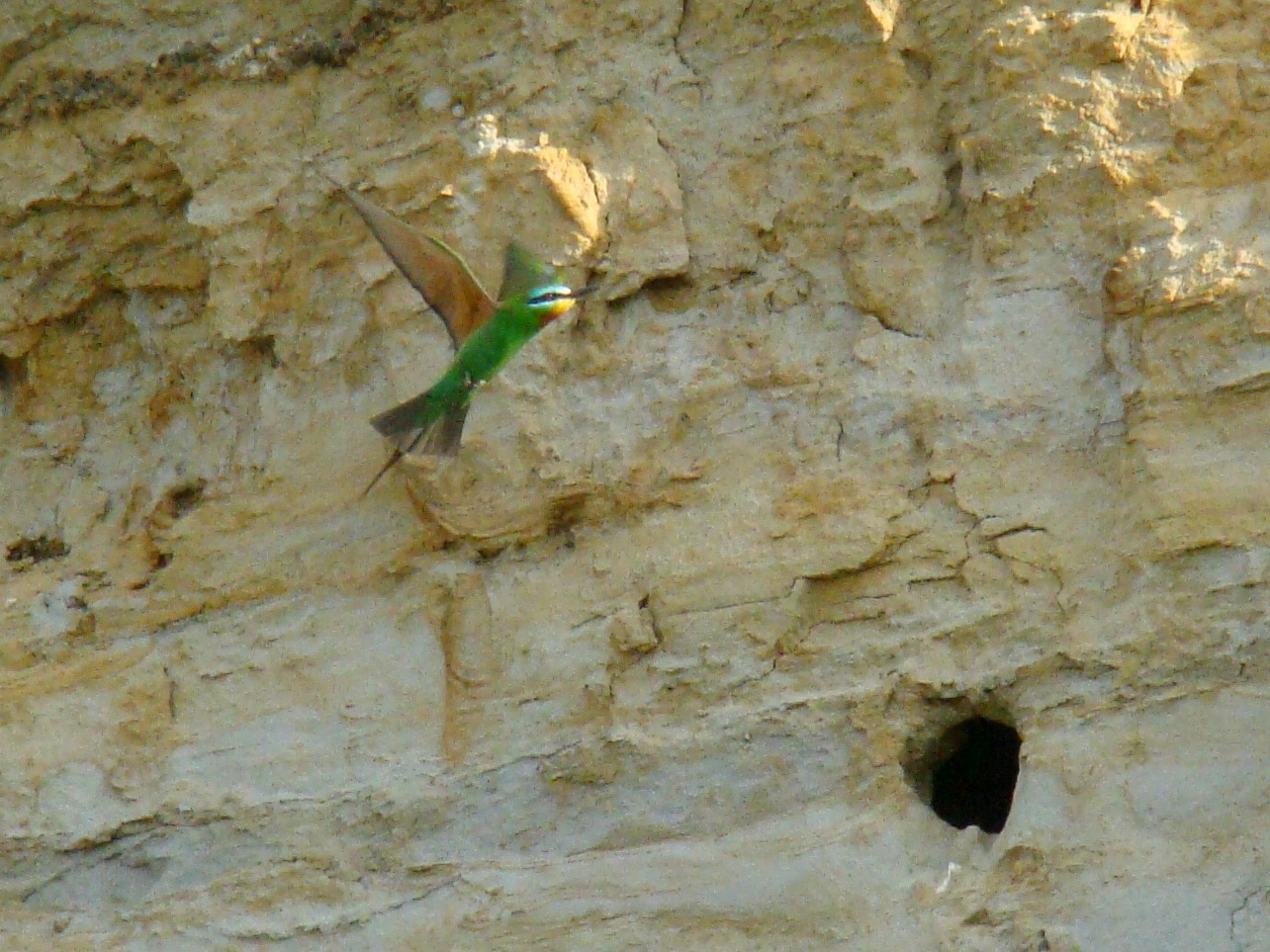
у гнезда
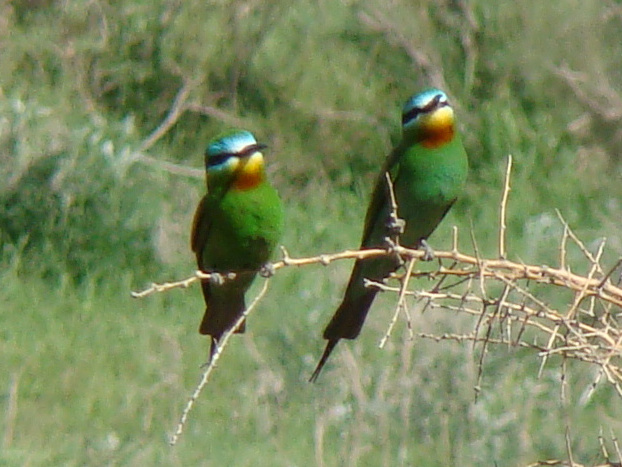
пара птиц
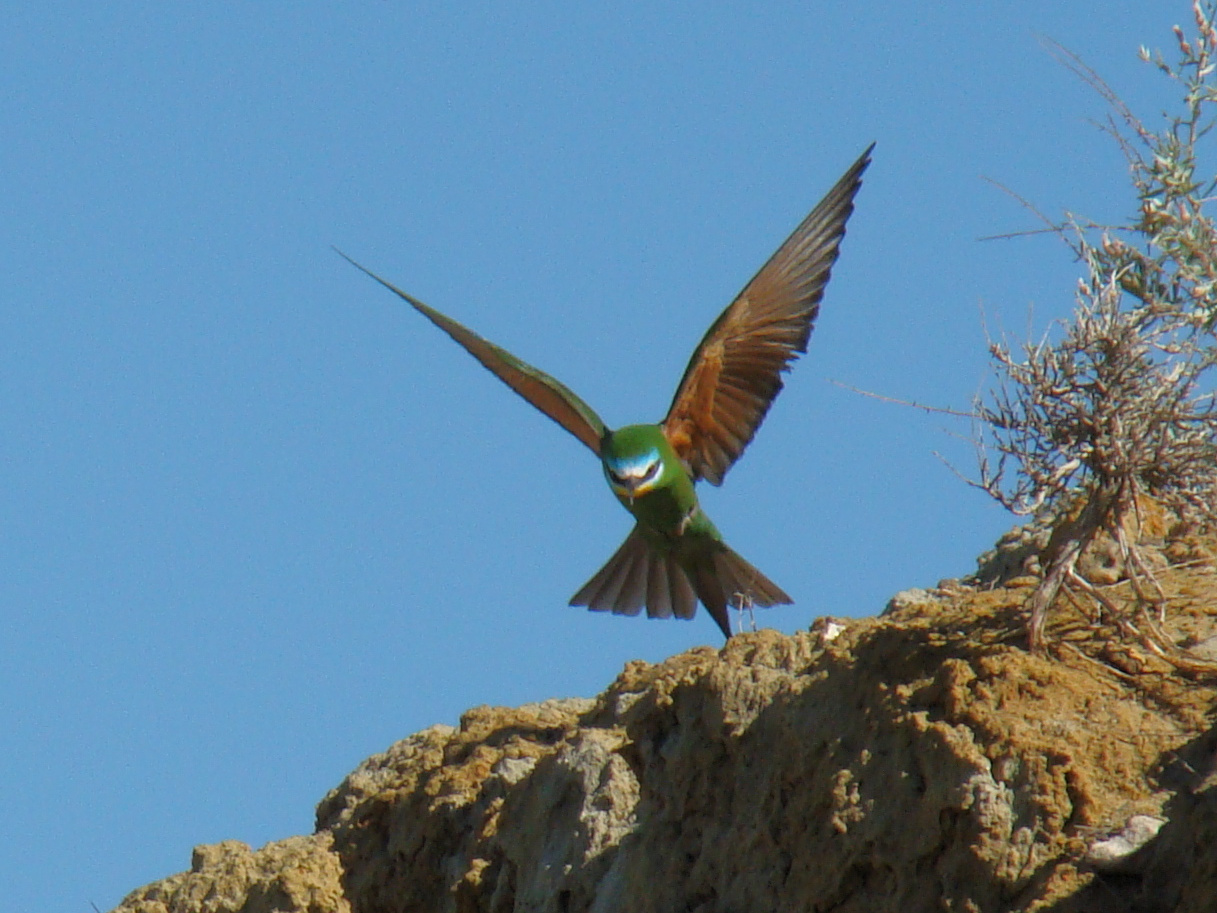
в полёте
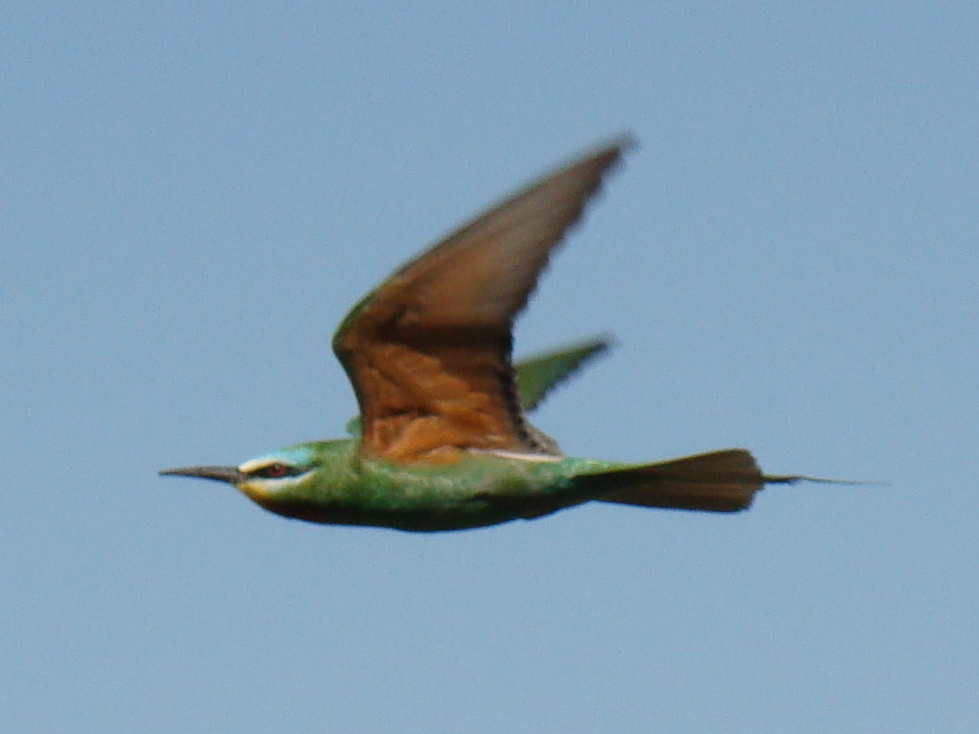
в полёте
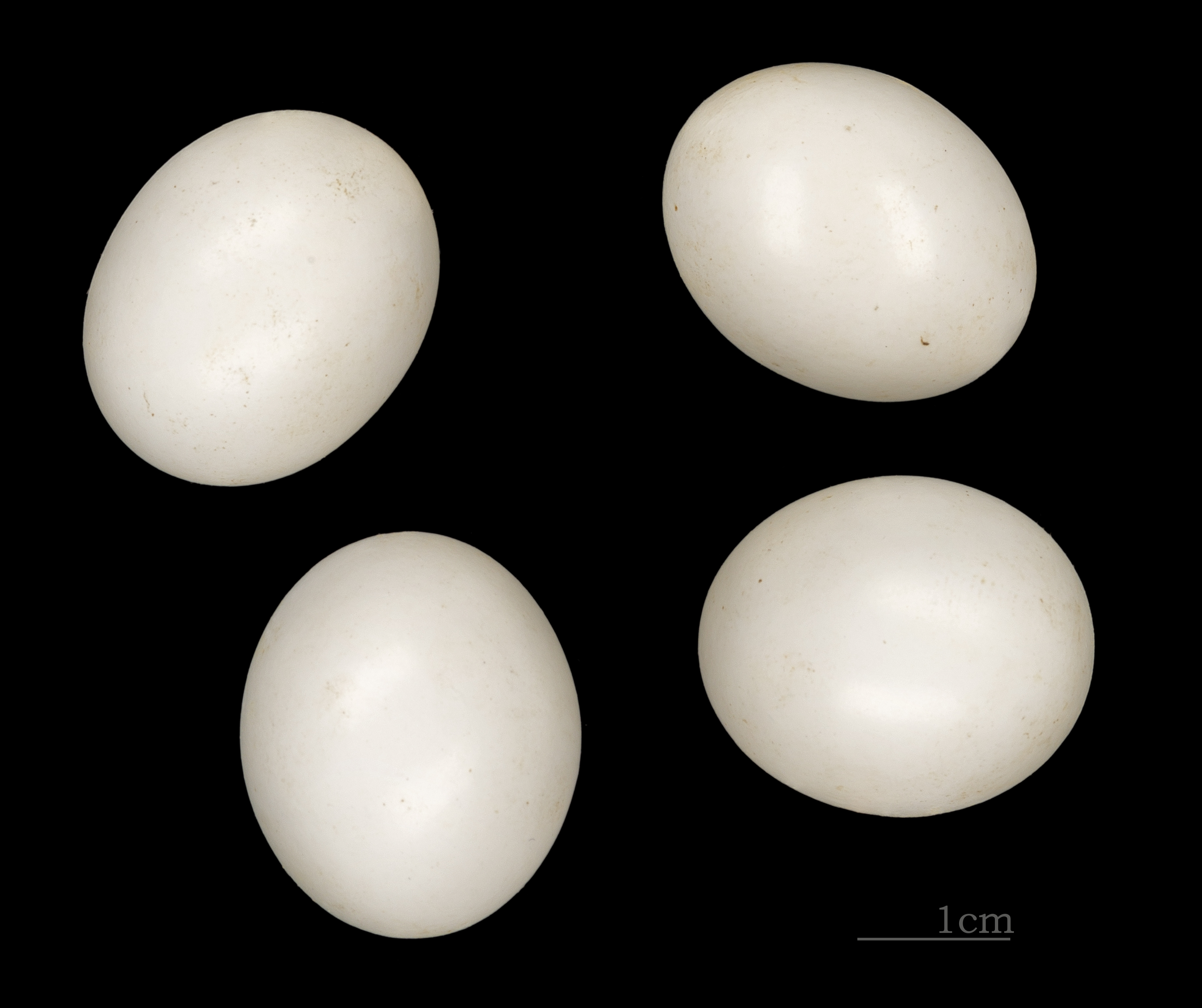